# Tetrazol
Los tetrazoles son una clase de compuestos heterocíclicos orgánicos sintéticos, que consisten en un anillo de 5 elementos, de cuatro átomos de nitrógeno y un átomo de carbono . El nombre tetrazol también se refiere al compuesto original de fórmula CH2N4, del cual se pueden formular tres isómeros.

## Estructura y enlazamiento
Existen tres isómeros del tetrazol original, que difieren en la posición de los dobles enlaces: 1H-, 2H- y 5H-tetrazol . Los isómeros 1H- y 2H- son tautómeros, con el equilibrio del lado del 1H-tetrazol en la fase sólida. En la fase gaseosa domina el 2H-tetrazol. Estos isómeros pueden considerarse aromáticos, con 6 π-electrones, mientras que el isómero 5H no es aromático.

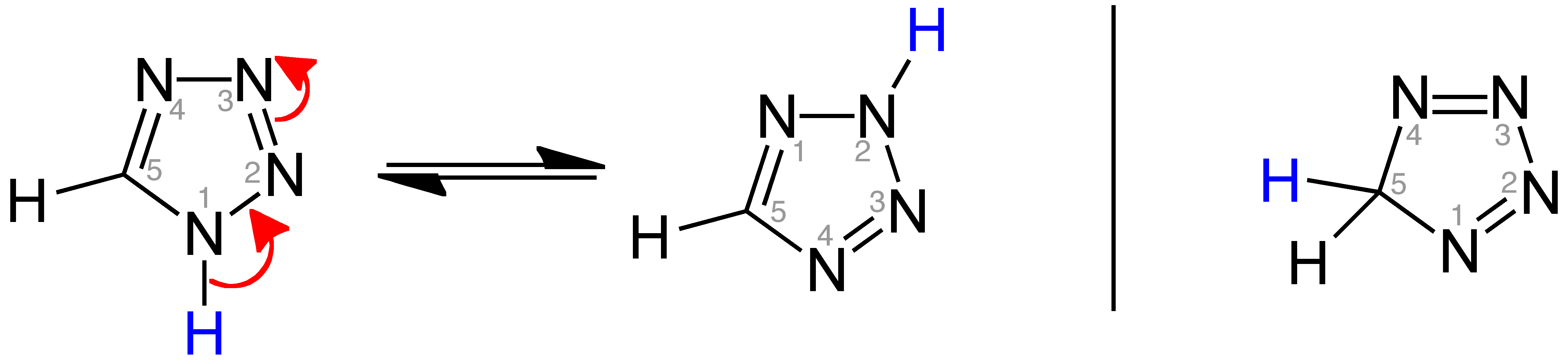
Tautomerización de 1 H-tetrazol (izquierda) y 2 H-tetrazol (centro) en comparación con 5 H-tetrazol (derecha)

## Síntesis
El 1H-tetrazol se preparó primero mediante la reacción deácido hidrazoico anhidro y cianuro de hidrógeno bajo presión. El tratamiento de nitrilos orgánicos con azida de sodio en presencia de yodo o bisulfato de sodio soportado en sílice como catalizador heterogéneo permite una síntesis ventajosa de 1H-tetrazoles 5-sustituidos. Otro método es la desaminación del 5-aminotetrazol, que puede obtenerse comercialmente o prepararse a su vez a partir de aminoguanidina .
Los 2-aril-2H -tetrazoles se sintetizan mediante una reacción de cicloadición [3+2] entre un aril diazonio y trimetilsilildiazometano .

## Usos
Hay varios agentes farmacéuticos que son tetrazoles. Los tetrazoles pueden actuar como bioisósteros para los grupos carboxilato porque tienen un pKa similar y se desprotonan a pH fisiológico. Los bloqueadores de los receptores de angiotensina II, como losartán y candesartán, a menudo son tetrazoles. Un tetrazol bien conocido es el bromuro de dimetiltiazolildifeniltetrazolio (MTT). Este tetrazol se utiliza en el ensayo MTT para cuantificar la actividad respiratoria del cultivo de células vivas, aunque generalmente mata las células en el proceso. Algunos tetrazoles también pueden usarse en ensayos de ADN. Los estudios sugieren que VT-1161 y VT-1129 son fármacos antimicóticos potencialmente potentes, ya que alteran la función enzimática fúngica pero no las enzimas humanas.
Algunos derivados de tetrazol con alta energía se han investigado como explosivos de alto rendimiento como reemplazo del TNT y también para su uso en formulaciones de propulsores de cohetes sólidos de alto rendimiento. Estos incluyen las sales de azidotetrazolato de bases nitrogenadas.
Otros tetrazoles se utilizan por sus propiedades explosivas o de combustión, como el propio tetrazol y el 5-aminotetrazol, que a veces se utilizan como componente de los generadores de gas en las bolsas de aire de los automóviles . Los materiales energéticos a base de tetrazol producen productos de reacción no tóxicos a alta temperatura, como agua y gas nitrógeno, y tienen una alta velocidad de combustión y una estabilidad relativa, todas las cuales son propiedades deseables. La energía de deslocalización en tetrazol es 209 kJ/mol.
El 1H-tetrazol y el 5-(benciltio)-1H-tetrazol (BTT) se utilizan ampliamente como activadores ácidos de la reacción de acoplamiento en la síntesis de oligonucleótidos .

## Heterociclos relacionados
- Triazoles, análogos con tres átomos de nitrógeno
- Pentazol, el análogo con cinco átomos de nitrógeno (estrictamente hablando, un homociclo inorgánico, no un heterociclo)
- Oxatetrazol
- tiatetrazol